# ディス・イズ・ダ・ドラム
『ディス・イズ・ダ・ドラム』（Dis Is da Drum）は、アメリカ合衆国のジャズ・ミュージシャン、ハービー・ハンコックが1994年に発表したスタジオ・アルバム。

## 背景
新たに契約を得たマーキュリー・レコードから発売され、音楽的にはアフリカ音楽やヒップホップのリズムが取り入れられた。「バタフライ」は、ハンコックが1974年のアルバム『スラスト (突撃)』で発表した曲の再演である。

## 反響・評価
アメリカでは、総合アルバム・チャートのBillboard 200には入らなかったが、『ビルボード』のコンテンポラリー・ジャズ・アルバム・チャートでは2位に達した。スウェーデンでは1995年6月2日付のアルバム・チャートで40位となり、ハンコックのアルバムとしては約8年ぶりに、同国でのトップ50アルバムとなった。スイスでは1995年6月11日付のアルバム・チャートで38位を記録し、2週連続でトップ50入りした。
ジム・ニューサムはオールミュージックにおいて5点満点中4点を付け「ハンコックは再び同時代のリズム、今回は1990年代中期のヒップホップを掘り下げてみせた」「新しいサウンドやアイディアを受け入れない耳と心を持つジャズ・ファン向けではないが、ジャズは同時代のサウンドを吸収し、その語彙を広げていく可能性を秘めた、常に進化していく音楽であることを証明している」と評している。

## 収録曲
1. コール・イット95 - "Call It 95" (Herbie Hancock, Bill Summers, Darrell Smith, Will Griffin, Darrell Robertson) - 4:40
2. ディス・イズ・ダ・ドラム - "Dis Is da Drum" (H. Hancock, B. Summers, W. Griffin, D. Robertson, Mars Lasar) - 4:49
3. シューズ - "Shooz" (B. Summers, W. Griffin, Airto Moreira) - 1:17
4. ザ・メロディ - "The Melody (On the Deuce by 44)" (W. Griffin, D. Smith, D. Robertson, Chill Factor) - 4:06
5. モジュバ - "Mojuba" (H. Hancock, B. Summers, W. Griffin, D. Robertson, M. Lasar) - 4:59
6. バタフライ - "Butterfly" (H. Hancock, Bennie Maupin) - 6:10
7. ジュジュ - "Juju" (B. Summers, W. Griffin, M. Lasar, Lázaro Galarraga) - 5:03
8. ハンプ - "Hump" (B. Maupin, Wallace Roney, Jay Shanklin) - 4:44
9. カム・アンド・シー・ミー - "Come and See Me" (H. Hancock, D. Smith, Wah Wah Watson) - 4:31
10. ラバー・ソウル - "Rubber Soul" (H. Hancock, B. Summers, D. Smith, W. Griffin, D. Robertson, M. Lasar, W. Watson) - 6:41
11. ボ・バ・ベ・ダ - "Bo Ba Be Da" (H. Hancock, W. Watson) - 8:05

### アメリカ盤CDボーナス・トラック
1. "Butterfly (Remix)" (H. Hancock, B. Maupin) - 6:01

### 日本盤CDボーナス・トラック
1. コール・イット95（リミックス） - "Call It 95 (Remix)" (H. Hancock, B. Summers, D. Smith, W. Griffin, D. Robertson) - 5:05
2. モジュバ（リミックス） - "Mojuba (Remix)" (H. Hancock, B. Summers, W. Griffin, D. Robertson, M. Lasar) - 4:59

## 参加ミュージシャン
- ハービー・ハンコック - ピアノ、エレクトリックピアノ、シンセサイザー、クラビネット、シンセベース、バックグラウンド・ボーカル
- ビル・サマーズ - パーカッション、ジャンベ、シェケレ、ベル、タンバリン、バタ・ドラム、ビリンバウ、コンガ、バックグラウンド・ボーカル
- ダレル・スミス - キーボード、シンセサイザー、エレクトリックピアノ、クラビネット、プログラミング、バックグラウンド・ボーカル
- ウィル・グリフィン - ドラム・プログラミング
- ワー・ワー・ワトソン（英語版） - ギター(on #1, #2, #8, #9, #10, #11)、ボーカル(on #9)
- ダレル・ロバートソン - ギター(on #1, #2, #4, #5, #8, #10, #11)、バックグラウンド・ボーカル(on #4)
- マルス・ラザール - キーボード(on #1, #6, #11)、シンセサイザー(on #10)
- フランク・ティボー - エレクトリックベース(on #1)
- アルマンド・サバルレッコ - エレクトリックベース(on #8, #10)
- ジェイ・シャンクリン - エレクトリックベース(on #8)
- ケン・ストロング - ドラムス(on #1, #2, #6, #7, #9, #10, #11)
- ウィル・ケネディ - ドラムス(on #1, #7, #8)
- ガイ・エクスタイン - ドラムス(on #5)
- Niayi Asiedu - パーカッション、ジャンベ、ベル(on #1)
- アイアート・モレイラ - パーカッション(on #3)
- Munyungo Jackson - ジャンベ(on #5)
- スキップ・バニー - ジャンベ(on #5)
- Nengue Hernandez - バタ・ドラム、バックグラウンド・ボーカル(on #7)
- ブレイディ・スペラー - パーカッション(on #11)
- ベニー・モウピン - テナー・サクソフォーン(on #1, #8, #10, #11)
- ウォレス・ルーニー - トランペット(on #1, #8, #10, #11)
- ヒューバート・ロウズ - フルート(on #6)
- ラザロ・ガララガ - ボーカル(on #2, #7)、バタ・ドラム(on #7)
- チル・ファクター - ラップ(on #4)
- フランシス・オウ - ボーカル(on #5)
- ヒューイ・ジャクソン - バックグラウンド・ボーカル(on #2, #7)
- リン・リンゼイ - バックグラウンド・ボーカル(on #2)
- マリーナ・バンビーノ - バックグラウンド・ボーカル(on #2)
- Felicidad Ector - バックグラウンド・ボーカル(on #2)
- Louis Verdeaux - バックグラウンド・ボーカル(on #2)
- Yvette Summers - バックグラウンド・ボーカル(on #2)
- ザ・リアル・リッチー・リッチ - スクラッチ(on #4)